# Umm Qais
Umm Qais (în limba arabă أم قيس ) este un oraș în nordul  Iordaniei, în apropiere de orașul antic Gadara. Este situat în partea de nord-vest a țării, în apropiere de granița cu  Israel  și de granița cu Siria, pe un deal (la altitudinea de 378 metri deasupra nivelului mării). Din Umm Qais se pot observa Marea Galileei, Înălțimile_Golan și cheile râului Yarmouk.
Orașul roman Gadara (în ebraică גדרה, gad´a-ra or גדר, ga-der; în greacă Γάδαρα Gádara) s-a numit și Antiochia sau Antiochia Semiramis (în greaca veche: Ἀντιόχεια Σεμίραμις) or Seleucia.
Gadara a făcut parte din Decapolis. 

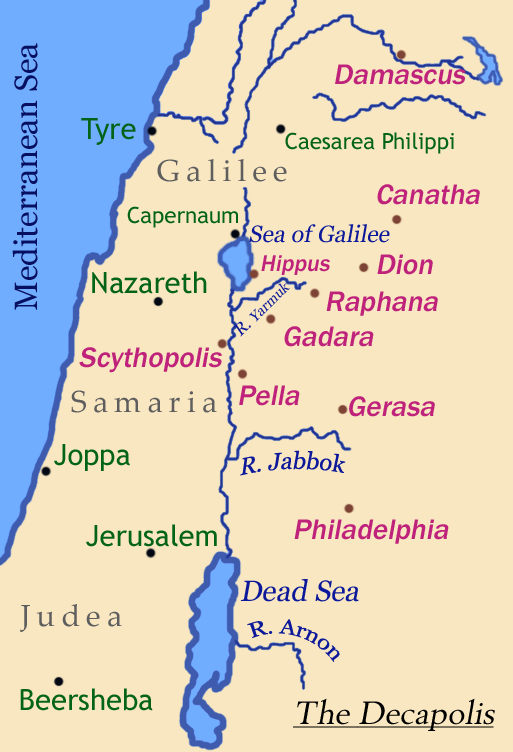
Harta Decapolisului marchează orașul Gadara

## Toponim

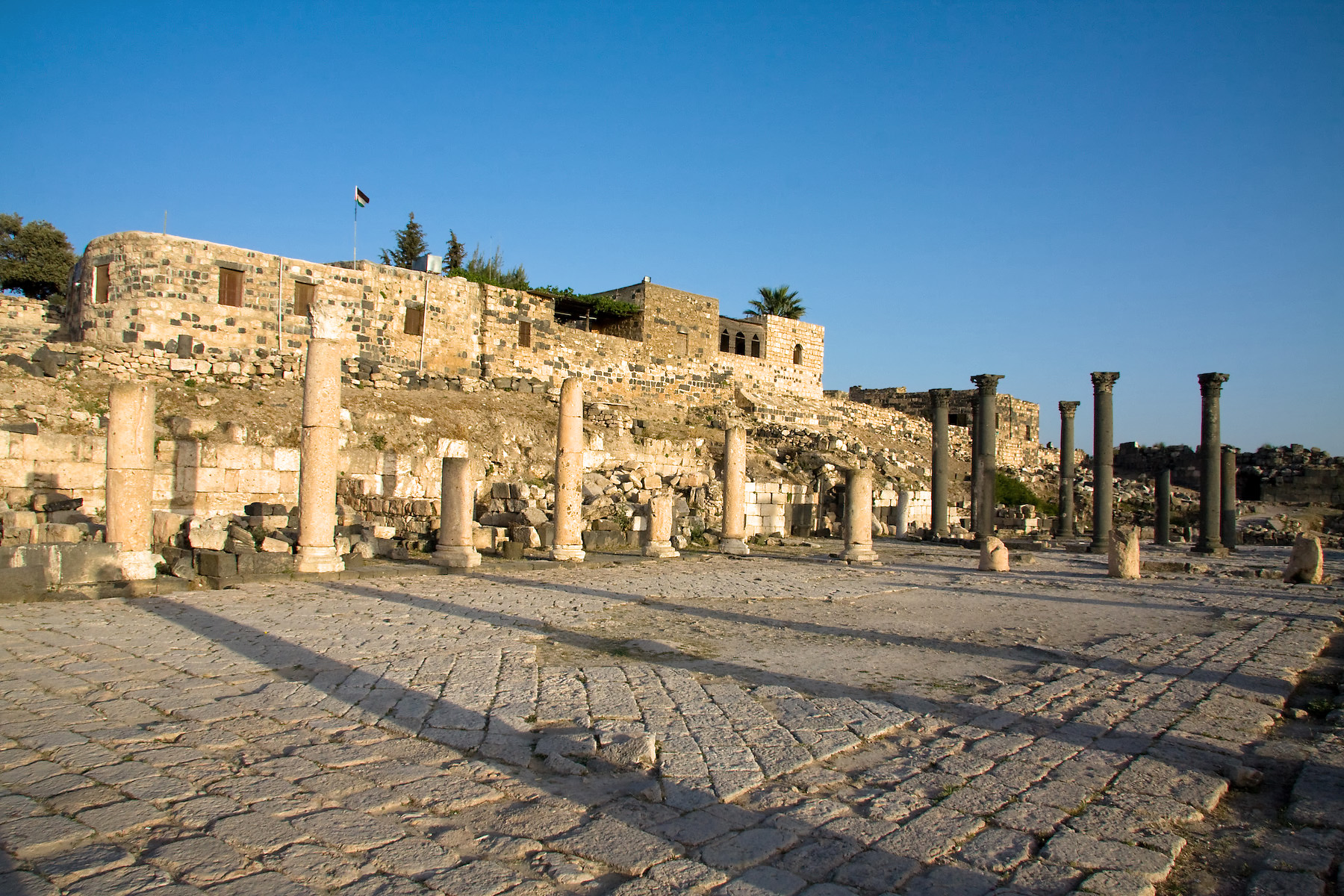
Biserică din Umm Qais

Literal, Umm Qais înseamnă în limba arabă "Mama lui Qais".

## Istoria orașului Gadara
Gadara a fost un oraș important în Imperiul Roman de Răsărit. Teritoriul pe care se afla Gadara a fost cucerit de arabi în 636 e.n., în urma  bătăliei de la Yarmuk și a intrat sub dominație musulmană. În anul 747 a fost în mare parte distrus de un cutremur și a fost abandonat.

## Turism

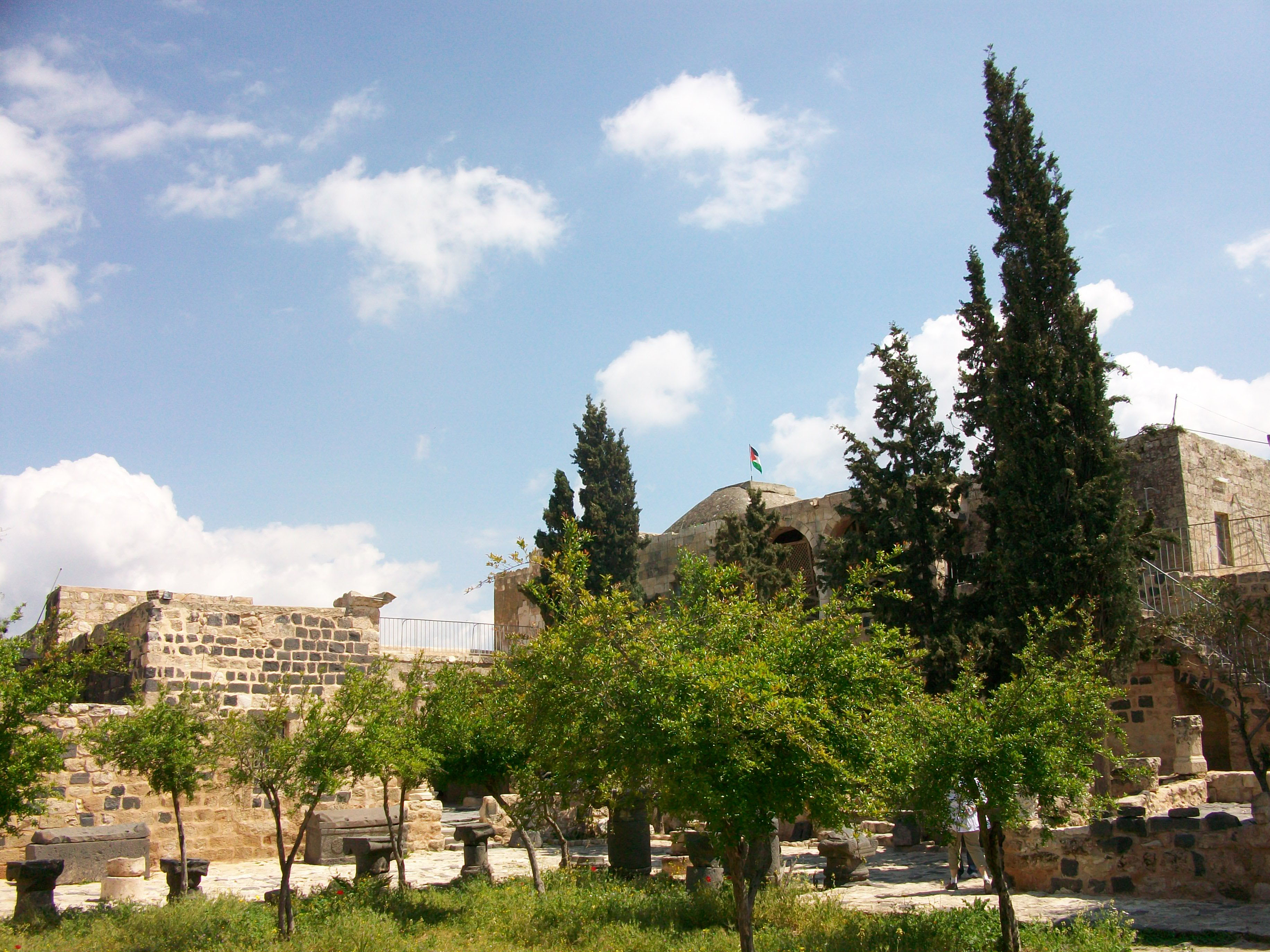
Beit Rousan

Mulți turiști ajung în Umm Qais în excursii de o singură zi care pornesc din capitala Amman, 110 de km mai la sud. Din Umm Qais se pot vedea Marea Galileei și statul  Israel.
Muntele Hermon aflat la granița cu Liban este vizibil în depărtare în zilele senine.

## Biblia și „Ținutul gadarenilor”
Biblia nu pomenește un oraș pe nume Gadara, dar vorbește despre „ținutul gadarenilor” (Matei 8:28) , unde Mântuitorul Iisus Hristos a trimis demonii din doi demonizați într-o turmă de porci, care apoi s-au înecat într-o mare.

### Citate
1. ↑  Sfânta Evanghelie după Matei :: Capitolul 8, www.bibliaortodoxa.ro